# Megalampris
Megalampris es un género extinto de pez teleósteo que vivió a finales del Oligoceno en Nueva Zelanda hace unos 26 millones de años. Solo se conoce una especie, M. keyesi, que fue recuperada en la Caliza de Otekaike en North Otago, por un equipo de la Universidad de Otago. Sus espectaculares restos, mayormente del esqueleto caudal, se encuentran en exhibición en el Museo de Otago, en Dunedin, Nueva Zelanda. La comparación con las especies actuales del género Lampris sugieren que este pez alcanzaba cerca de 4 metros de longitud.